# Match de football France - Gibraltar (2023)
Le match de football France - Gibraltar est une rencontre sportive. C'est l'un des deux matchs de la 9e journée du groupe B des éliminatoires du Championnat d'Europe 2024. La rencontre se joue à l'Allianz Riviera de Nice en France à 20 h 45 heure locale, le 18 novembre 2023, et voit s'affronter l'équipe de France et l'équipe de Gibraltar. La France s'impose sur le score historique de 14 buts à 0, établissant ainsi un nouveau record de la plus large victoire de l'équipe de France. Ce record dépasse nettement l'ancien qui était de 10 buts à 0, établi contre l'Azerbaïdjan en 1995 lors de la même compétition, dans le groupe 1 des éliminatoires de l"Euro 1996. C'est également le score le plus large de l'histoire des éliminatoires européens d'une compétition majeure (Euro ou Mondial).
Après avoir inscrit un triplé et mené de nombreuses offensives ayant conduit aux 14 buts, Kylian Mbappé est logiquement désigné homme du match.

## Avant-match

L'extérieur de l'Allianz Riviera, ici en 2020.

Dans cette campagne éliminatoire qui touche à sa fin (il ne reste ensuite qu'une seule journée), l'Allianz Riviera de Nice se prépare à être le théâtre d'une confrontation déséquilibrée entre l'équipe de France et la modeste équipe de Gibraltar. Au match aller le 16 juin 2023, la France s'était imposée à l'extérieur contre Gibraltar sur un score relativement bas de 3 buts à 0, compte tenu de l'écart de niveau entre les deux formations. Devant près de 33 000 spectateurs présents dans les gradins, les Bleus voient l'opportunité d'assurer définitivement la première place du groupe.

## Match

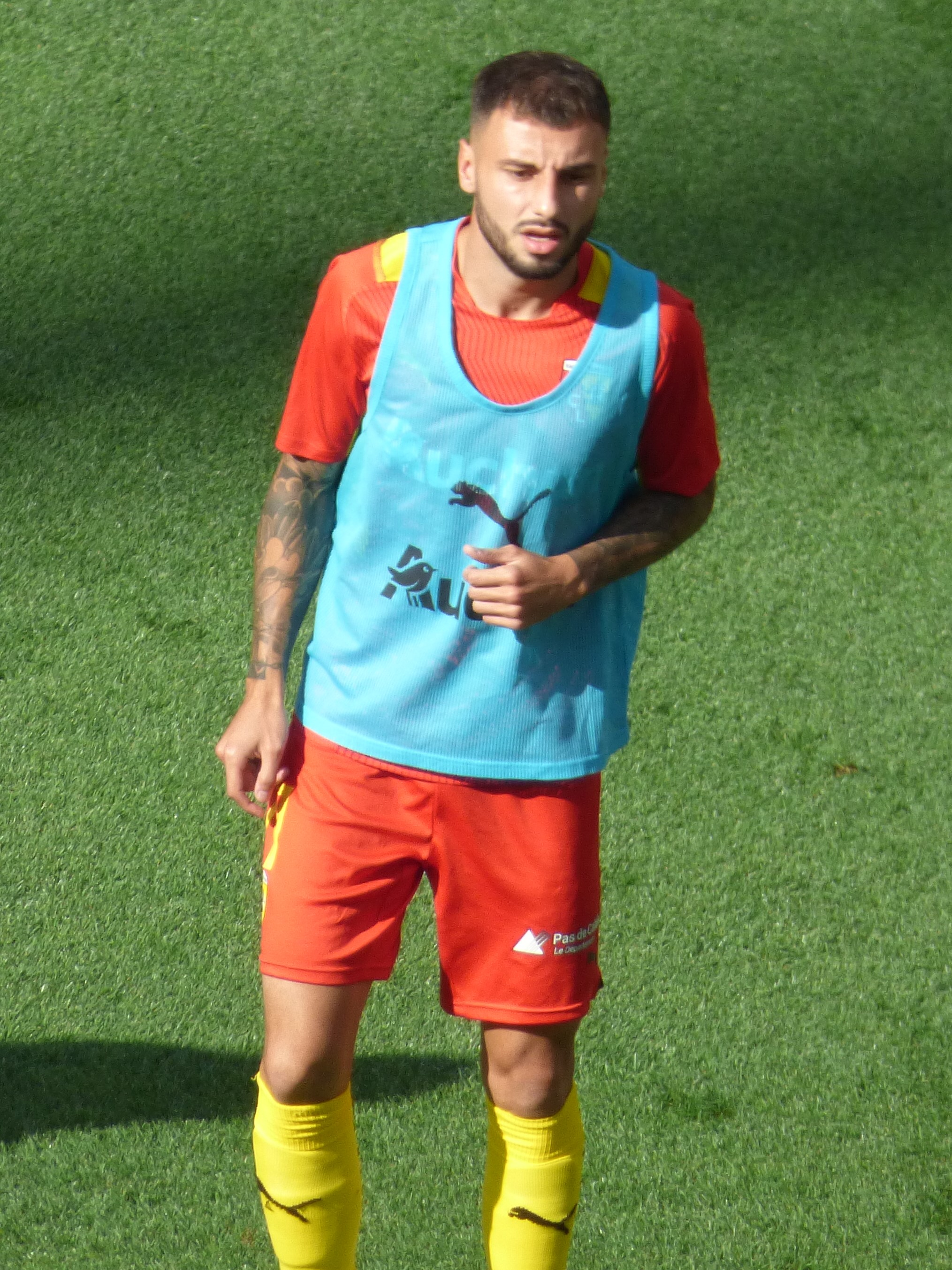
Jonathan Clauss, le défenseur de l'Olympique de Marseille obtient sa première titularisation en équipe de France.

### Première période
Le coup d'envoi retentit et, dès la 3e minute, Jonathan Clauss s'élance dans la surface, centre vers Marcus Thuram, mais le Gibraltarien Ethan Santos dévie maladroitement le ballon dans son propre but en tentant de le contrer. Quelques instants plus tard, Kylian Mbappé délivre une passe à Antoine Griezmann qui pénètre dans la surface, tire, le gardien repousse mais ne parvient pas à saisir le ballon, laissant ainsi Marcus Thuram libre de le pousser au fond du filet.
Onze minutes s'écoulent et Kingsley Coman progresse dans la surface, adressant un centre vers Warren Zaïre-Emery qui catapulte le ballon dans le but avant de se blesser lors d'un tacle d'Ethan Santos, ce dernier qui écope quelques instants après d'un carton rouge pour son tacle violent.
À la 28e minute, Jonathan Clauss centre dans la surface mais le ballon, trop loin, parvient tout de même à Théo Hernandez et Lee Casciaro, en duel. Ce dernier touche le ballon de la main, offrant un penalty à l'équipe de France, transformé par Kylian Mbappé.
À la 34e minute, Jonathan Clauss frappe de loin, à 25 mètres du but, et envoie le ballon au fond du filet, portant le score à 5 buts à 0. Kingsley Coman reprend deux minutes plus tard le ballon et le propulse dans les buts à la 36e minute après une reprise de volée de Kylian Mbappé repoussée par le gardien sur un centre de Théo Hernandez.

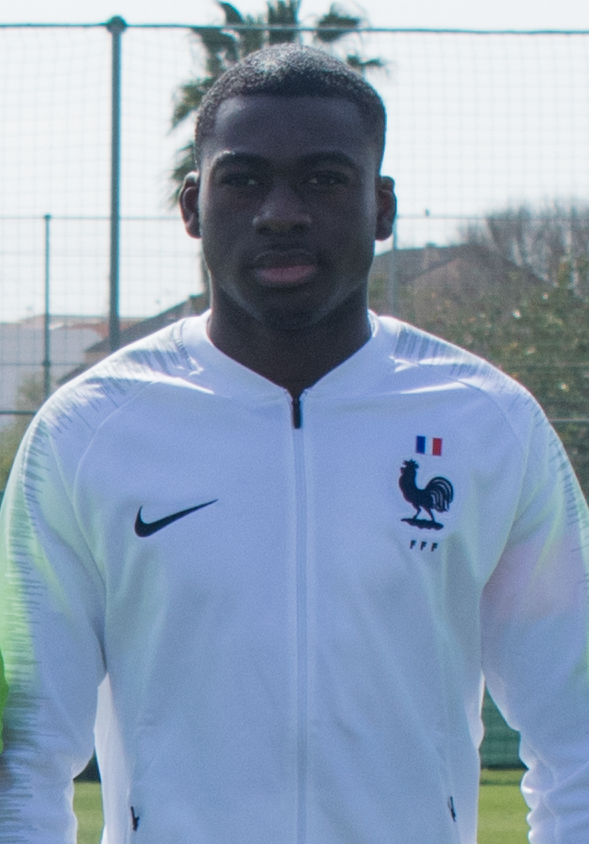
Youssouf Fofana, le buteur entré en jeu après la blessure de Warren Zaïre-Emery.

De nouveau vers les 25 mètres, Youssouf Fofana frappe fort hors de la surface et envoie le ballon dans le filet. Le coup de sifflet retentit pour la mi-temps, sur un score de 7 buts à 0 en faveur de l'équipe de France. Mais pour les Gibraltariens, le cauchemar est loin d'être terminé.

### Seconde période
Le coup d'envoi retentit pour la seconde mi-temps, et à la 63e minute, la France obtient un corner. Antoine Griezmann le joue au point de penalty, le gardien repousse d'abord, mais Adrien Rabiot récupère et frappe à trois reprises, contré à chaque fois, jusqu'à ce que sa quatrième tentative trouve enfin le chemin du filet.
Quelques instants plus tard, Kingsley Coman s'infiltre dans la surface, passe à Kylian Mbappé, qui lui remet, et Coman frappe juste au-dessus du gardien pour le huitième but.
À la 73e minute, Ousmane Dembélé frappe près du coin gauche de la surface gibraltarienne et trouve le fond du filet. Une minute plus tard, Théo Hernandez fonce dans la surface, passe à Kylian Mbappé, seul, qui marque en toute sérénité.
À la 78e minute, Jonathan Clauss centre dans la surface, le ballon parvient à Kylian Mbappé qui le perd, récupéré par Olivier Giroud, éliminant les défenseurs gibraltariens avant de le repasser à Mbappé. Ce dernier transmet une dernière fois à Giroud, dont la frappe croisée du pied gauche dans le côté droit est magnifique, mais le but est refusé pour hors-jeu.
À la 82e minute, Kylian Mbappé frappe très fort près du rond central, une frappe lobée qui trouve le chemin du filet. À la 89e minute, Youssouf Fofana centre magnifiquement à Antoine Griezmann, seul dans la surface, qui passe à Olivier Giroud, également seul, et élimine le gardien pour marquer le 13e but.
Pour le dernier but, Théo Hernandez frappe dans la surface mais le gardien repousse. La balle retombe près du but sur Olivier Giroud, qui réalise un retourné acrobatique en reprise de volée pour ce 14e et dernier but.

### Feuille de match
| Samedi 18 novembre 2023                     | France | 14 - 0  | Gibraltar        | Allianz Riviera, Nice | |
| 20 h 45 (UTC+1) · Historique des rencontres | Ethan Santos 3e (csc) · Marcus Thuram 4e · ( Kingsley Coman) Warren Zaïre-Emery 16e · Kylian Mbappé 30e (pen.) · ( Kylian Mbappé) Jonathan Clauss 34e · Kingsley Coman 36e · ( Kylian Mbappé) Youssouf Fofana 37e · Adrien Rabiot 63e · Kingsley Coman 65e · ( Jonathan Clauss) Ousmane Dembélé 73e · ( Théo Hernandez) Kylian Mbappé 74e · ( Youssouf Fofana) Kylian Mbappé 82e · ( Antoine Griezmann) Olivier Giroud 89e · Olivier Giroud 90+1e | (7 - 0) |                  | Spectateurs : 32 758 · Diffuseur : TF1 · Arbitrage : John Brooks · Arbitres assistants : Daniel Cook · Akil Howson · Arbitre vidéo : Chris Kavanagh · Arbitres assistants vidéo : Thomas Bramall · Photos du match · | Spectateurs : 32 758 · Diffuseur : TF1 · Arbitrage : John Brooks · Arbitres assistants : Daniel Cook · Akil Howson · Arbitre vidéo : Chris Kavanagh · Arbitres assistants vidéo : Thomas Bramall · Photos du match · |
| 20 h 45 (UTC+1) · Historique des rencontres | | Rapport | 18e Ethan Santos | Spectateurs : 32 758 · Diffuseur : TF1 · Arbitrage : John Brooks · Arbitres assistants : Daniel Cook · Akil Howson · Arbitre vidéo : Chris Kavanagh · Arbitres assistants vidéo : Thomas Bramall · Photos du match · | Spectateurs : 32 758 · Diffuseur : TF1 · Arbitrage : John Brooks · Arbitres assistants : Daniel Cook · Akil Howson · Arbitre vidéo : Chris Kavanagh · Arbitres assistants vidéo : Thomas Bramall · Photos du match · |

| France | Gibraltar |

| FRANCE :         |    |                    |  |     |
|                  |    |                    |  |     |
| Gardien de but   | 16 | Mike Maignan       |  |     |
|                  | 04 | Dayot Upamecano    |  | 81e |
|                  | 13 | Jean-Clair Todibo  |  |     |
|                  | 22 | Théo Hernandez     |  |     |
|                  | 02 | Jonathan Clauss    |  |     |
|                  | 14 | Adrien Rabiot      |  | 66e |
|                  | 08 | Warren Zaïre-Emery |  | 20e |
|                  | 20 | Kingsley Coman     |  | 66e |
|                  | 15 | Marcus Thuram      |  | 66e |
|                  | 10 | Kylian Mbappé      |  |     |
|                  | 07 | Antoine Griezmann  |  |     |
| Remplaçants :    |    |                    |  |     |
| Gardien de but   | 01 | Brice Samba        |  |     |
| Gardien de but   | 23 | Alphonse Areola    |  |     |
|                  | 17 | William Saliba     |  | 81e |
|                  | 05 | Jules Koundé       |  |     |
|                  | 03 | Axel Disasi        |  |     |
|                  | 21 | Lucas Hernandez    |  |     |
|                  | 06 | Khéphren Thuram    |  |     |
|                  | 18 | Boubacar Kamara    |  | 67e |
|                  | 19 | Youssouf Fofana    |  | 20e |
|                  | 09 | Olivier Giroud     |  | 67e |
|                  | 11 | Ousmane Dembélé    |  | 66e |
|                  | 12 | Randal Kolo Muani  |  |     |
| Sélectionneur :  |    |                    |  |     |
| Didier Deschamps |    |                    |  |     |

| GIBRALTAR :     |    |                   |     |     |
|                 |    |                   |     |     |
| Gardien de but  | 23 | Dayle Coleing     |     |     |
|                 | 14 | Roy Chipolina     |     |     |
|                 | 16 | Aymen Mouelhi     |     |     |
|                 | 15 | Ethan Santos      | 18e |     |
|                 | 04 | John Sergeant     |     |     |
|                 | 03 | Joseph Chipolina  |     | 61e |
|                 | 11 | Evan De Haro      |     |     |
|                 | 10 | Liam Walker       |     | 61e |
|                 | 06 | Nicholas Pozo     |     |     |
|                 | 19 | Tjay De Barr      |     | 81e |
|                 | 07 | Lee Casciaro      |     |     |
| Remplaçants :   |    |                   |     |     |
| Gardien de but  | 01 | Bradley Banda     |     |     |
| Gardien de but  | 13 | Christian Lopez   |     |     |
|                 | 02 | Ethan Jolley      |     | 61e |
|                 | 12 | Jayce Olivero     |     | 61e |
|                 | 20 | Scott Ballantine  |     |     |
|                 | 08 | Mohamed Badr      |     |     |
|                 | 22 | Dylan Peacock     |     |     |
|                 | 09 | Ayoub El Hmidi    |     | 61e |
|                 | 18 | Anthony Hernandez |     |     |
|                 | 05 | Kevagn Ronco      |     |     |
|                 | 21 | James Coombes     |     | 81e |
|                 | 17 | Michael Ruiz      |     |     |
| Sélectionneur : |    |                   |     |     |
| Julio Ribas     |    |                   |     |     |

| Assistants : Daniel Cook Akil Howson Homme du Match : Kylian Mbappé |

## Après-match

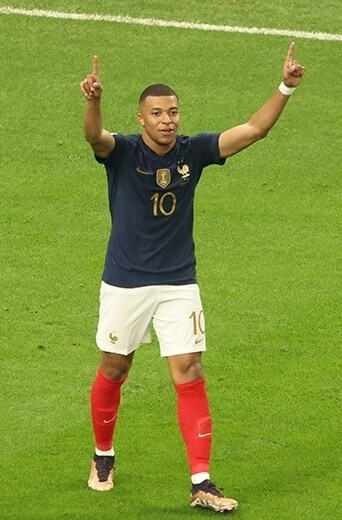
Kylian Mbappé, homme du match, ici en 2022, lors de la Coupe du monde, contre l'Australie.

Le jeune capitaine portant le numéro 10, Kylian Mbappé, est désigné homme du match après un triplé et deux passes décisives.
Le score final de 14 à 0 est le nouveau record de la victoire la plus large de l'équipe de France.
Ce résultat permet notamment à l'équipe de France de remporter le Groupe B des éliminatoires du Championnat d'Europe de football 2024. Alors qu'il reste un match à jouer, la France est en effet largement en tête du groupe avec le plein de points, 7 victoires en sept matchs, 27 buts marqués (dont plus de la moitié lors de cette rencontre historique) pour 1 seul encaissé.